# Emanuela Rossini
Emanuela Rossini (Pinzolo, 29 luglio 1963) è una politica italiana.

## Biografia
È una politica italiana, linguista, studiosa ed esperta in politiche culturali, formazione e relazioni internazionali.
Conclude il percorso di studi in Trentino, con la maturità scientifica, si laurea in Lingue e Letterature moderne all'Università degli Studi di Milano (inglese, tedesco, spagnolo), svolge un anno di lavoro come Assistant presso l'Audit department della J.P. Morgan Bank di Milano per poi trasferirsi in Gran Bretagna dove consegue un Master di ricerca in Translation Studies presso l'Università di Warwick. 

### Elezione a deputata
Nel gennaio 2018 il Partito Autonomista Trentino Tirolese la candida come ‘volto nuovo’ e figura tecnica della politica trentina, viene eletta deputata nel collegio plurinominale del Trentino-Alto Adige nella lista SVP – PATT in una coalizione di centro sinistra. In Parlamento entra nella Componente Minoranze Linguistiche del Gruppo misto. È membro della Commissione Politiche UE e della Commissione bicamerale Questioni Regionali.
Il 9 settembre 2019 nella crisi politica in atto, sostiene una posizione fortemente europeista e vota la fiducia al Governo Conte II, andando contro le indicazioni di astensione del partito, che lascerà poco dopo.
Il 29 luglio 2020 viene nominata Vice Presidente della Commissione Politiche UE alla Camera.

### Elezioni nazionali 2022
Nel 2022 aderisce all'associazione politica L'Italia C'è, fondata dal deputato di Italia Viva Gianfranco Librandi e dall'ex vicesegretario di +Europa Piercamillo Falasca.
In occasione delle elezioni politiche anticipate di settembre 2022 si ricandida come figura civica nella lista del Terzo Polo per la Circoscrizione Estero - ripartizione Europa alla Camera dei Deputati, senza risultare eletta.